# Mental Chambers
Mental Chambers är Wu-Tang Clanmedlemmen Cilvaringzs debutalbum. Det släpptes i början av år 2006, och gästades av bland andra Method Man, Ghostface Killah, Raekwon, Masta Killa och RZA.